# حمام قدیمی شهر
حمام قدیمی شهر مربوط به دوره قاجار است و در شهرستان گناباد، مرکز شهر، نزدیک مسجد جامع واقع شده و این اثر در تاریخ ۲۵ اسفند ۱۳۸۰ با شمارهٔ ثبت ۵۱۳۹ به‌عنوان یکی از آثار ملی ایران به ثبت رسیده است.